# GJD3
GJD3 (англ. Gap junction protein delta 3) – білок, який кодується однойменним геном, розташованим у людей на короткому плечі 17-ї хромосоми. Довжина поліпептидного ланцюга білка становить 294 амінокислот, а молекулярна маса — 31 933.
| 10         |  | 20         |  | 30         |  | 40         |  | 50         |
| ---------- |  | ---------- |  | ---------- |  | ---------- |  | ---------- |
| MGEWAFLGSL |  | LDAVQLQSPL |  | VGRLWLVVML |  | IFRILVLATV |  | GGAVFEDEQE |
| EFVCNTLQPG |  | CRQTCYDRAF |  | PVSHYRFWLF |  | HILLLSAPPV |  | LFVVYSMHRA |
| GKEAGGAEAA |  | AQCAPGLPEA |  | QCAPCALRAR |  | RARRCYLLSV |  | ALRLLAELTF |
| LGGQALLYGF |  | RVAPHFACAG |  | PPCPHTVDCF |  | VSRPTEKTVF |  | VLFYFAVGLL |
| SALLSVAELG |  | HLLWKGRPRA |  | GERDNRCNRA |  | HEEAQKLLPP |  | PPPPPPPPAL |
| PSRRPGPEPC |  | APPAYAHPAP |  | ASLRECGSGR |  | GKASPATGRR |  | DLAI       |

A: Аланін

C: Цистеїн

D: Аспарагінова кислота

E: Глутамінова кислота

F: Фенілаланін

G: Гліцин

H: Гістидин

I: Ізолейцин

K: Лізин

L: Лейцин

M: Метіонін

N: Аспарагін

P: Пролін

Q: Глутамін

R: Аргінін

S: Серин

T: Треонін

V: Валін

W: Триптофан

Задіяний у такому біологічному процесі, як альтернативний сплайсинг. 
Локалізований у клітинній мембрані, мембрані, клітинних контактах.